# Asiatiska U19-mästerskapet i volleyboll för damer 2018
Asiatiska U19-mästerskapet 2018 i volleyboll för damer var den nittonde upplagan av tävlingen, som arrangerades av  Asian Volleyball Confederation (AVC) tillsammans med Vietnams volleybollförbund. Turneringen hölls i Bắc Ninh, Vietnam, 10 till 17 juni 2018. I turneringen deltog femton lag (bestående av spelare tidigast födda 1 januari 2000). Japan vann turneringen för sjätte gången genom att besegra Kina i finalen. De bägge lagen kvalificerade sig genom att nå finalen för U20-VM 2019. Kanon Sonoda utsågs till mest värdefulla spelare.

## Kvalificerade lag
Följande lag kvalificerade sig för tävlingen:
| Kvalificerat genom | Kvalplatser | Kvalificerad lag |
| ------------------ | ----------- | ---------------- |
| Värdland           | 1           | Vietnam U20      |
| CAZVA              | 4           | Indien U20       |
| CAZVA              | 4           | Iran U20         |
| CAZVA              | 4           | Kazakstan U20    |
| CAZVA              | 4           | Sri Lanka U20    |
| CAZVA              | 4           | Uzbekistan U20   |
| EAZVA              | 6           | Kina U20         |
| EAZVA              | 6           | Taiwan U20       |
| EAZVA              | 6           | Hongkong U20     |
| EAZVA              | 6           | Japan U20        |
| EAZVA              | 6           | Macao U20        |
| EAZVA              | 6           | Sydkorea U20     |
| OZVA               | 2           | Australien U20   |
| OZVA               | 2           | Nya Zeeland U20  |
| SEAZVA             | 2           | Malaysia U20     |
| SEAZVA             | 2           | Thailand U20     |
| Total 15           |             |                  |

## Gruppsammansättning
Detta var det första asiatiska U19-mästerskapet i volleyboll för kvinnor som använde ett nytt tävlingsformatet, beslutat av AVC 2017. Lagen delades upp i fyra grupper. De placerades baserat på deras resultat vid Asiatiska U19-mästerskapet i volleyboll för damer 2016, med de fyra högst rankade lagen i grupp A, de näst högst rankade i grupp B och så vidare.
| Grupp A               | Grupp B           | Grupp C             | Grupp D              |
| --------------------- | ----------------- | ------------------- | -------------------- |
| Kina U20 (1)          | Sydkorea U20 (5)  | Iran U20 (9)        | Nya Zeeland U20 (14) |
| Japan U20 (2)         | Taiwan U20 (6)    | Australien U20 (11) | Sri Lanka U20 (15)   |
| Thailand U20 (3)      | Kazakstan U20 (7) | Macao U20 (12)      | Uzbekistan (–)       |
| Vietnam U20 (4; Värd) | Indien U20 (8)    | Hongkong U20 (13)   | Malaysia U20 (–)     |

## Arenor
| Code | Arena                                                | Kapacitet | Plats    |
| ---- | ---------------------------------------------------- | --------- | -------- |
| BNG  | Bac Ninh Gymnasium                                   | 4 000     | Bắc Ninh |
| UPS  | Bac Ninh University of Physical Education and Sports | 1 000     | Từ Sơn   |

## Förrundan
- Alla tider är vietnamesisk tid (UTC+07:00)

### Rankningskriterier
Om slutresultatet blev 3-0 eller 3-1 tilldelades 3 poäng till det vinnande laget och 0 till det förlorande laget, om slutresultatet blev 3-2 tilldelades 2 poäng till det vinnande laget och 1 till det förlorande laget. 
Rankningsordningen definierades utifrån:
- Antal vunna matcher
- Poäng
- Kvot vunna / förlorade set
- Kvot vunna / förlorade poäng.
- Inbördes möten

### Grupp A
| Pos | Lag             | M | V | F | P | SV | SF | SK    | BV  | BF  | BK    | Kvalificering    |
| --- | --------------- | - | - | - | - | -- | -- | ----- | --- | --- | ----- | ---------------- |
| 1   | Japan U20       | 3 | 3 | 0 | 9 | 9  | 0  | MAX   | 225 | 158 | 1,424 | Kvartsfinaler    |
| 2   | Thailand U20    | 3 | 2 | 1 | 5 | 6  | 6  | 1,000 | 264 | 264 | 1,000 | Åttondelsfinaler |
| 3   | Kina U20        | 3 | 1 | 2 | 4 | 5  | 7  | 0,714 | 255 | 255 | 1,000 | Åttondelsfinaler |
| 4   | Vietnam U20 (H) | 3 | 0 | 3 | 0 | 2  | 9  | 0,222 | 207 | 274 | 0,755 | Åttondelsfinaler |

| Datum   | Tid   | Arena |             | Resultat |              | Set 1 | Set 2 | Set 3 | Set 4 | Set 5 | Totalt  | Report |
| ------- | ----- | ----- | ----------- | -------- | ------------ | ----- | ----- | ----- | ----- | ----- | ------- | ------ |
| 10 juni | 15:00 | BNG   | Kina U20    | 0–3      | Japan U20    | 16–25 | 22–25 | 13–25 |       |       | 51–75   |        |
| 10 juni | 20:30 | BNG   | Vietnam U20 | 1–3      | Thailand U20 | 26–24 | 21–25 | 17–25 | 21–25 |       | 85–99   |        |
| 11 juni | 15:00 | BNG   | Japan U20   | 3–0      | Thailand U20 | 25–22 | 25–19 | 25–21 |       |       | 75–62   |        |
| 11 juni | 20:00 | BNG   | Vietnam U20 | 1–3      | Kina U20     | 17–25 | 25–22 | 26–28 | 9–25  |       | 77–100  |        |
| 12 juni | 15:00 | BNG   | Kina U20    | 2–3      | Thailand U20 | 25–13 | 20–25 | 27–25 | 22–25 | 10–15 | 104–103 |        |
| 12 juni | 20:00 | BNG   | Vietnam U20 | 0–3      | Japan U20    | 12–25 | 12–25 | 21–25 |       |       | 45–75   |        |

### Grupp B
| Pos | Lag           | M | V | F | P | SV | SF | SK    | BV  | BF  | BK    | Kvalificering  |
| --- | ------------- | - | - | - | - | -- | -- | ----- | --- | --- | ----- | -------------- |
| 1   | Taiwan U20    | 3 | 3 | 0 | 8 | 9  | 2  | 4,500 | 252 | 212 | 1,189 | Åttondelsfinal |
| 2   | Sydkorea U20  | 3 | 2 | 1 | 6 | 8  | 5  | 1,600 | 254 | 249 | 1,020 | Åttondelsfinal |
| 3   | Kazakstan U20 | 3 | 1 | 2 | 4 | 5  | 6  | 0,833 | 228 | 246 | 0,927 | Åttondelsfinal |
| 4   | Indien U20    | 3 | 0 | 3 | 0 | 0  | 9  | 0,000 | 125 | 152 | 0,822 | Åttondelsfinal |

| Datum   | Tid   | Arena |               | Resultat |               | Set 1 | Set 2 | Set 3 | Set 4 | Set 5 | Totalt | Report |
| ------- | ----- | ----- | ------------- | -------- | ------------- | ----- | ----- | ----- | ----- | ----- | ------ | ------ |
| 10 juni | 17:30 | UPS   | Kazakstan U20 | 3–0      | Indien U20    | 25–22 | 25–19 | 27–25 |       |       | 77–66  |        |
| 10 juni | 17:30 | BNG   | Sydkorea U20  | 2–3      | Taiwan U20    | 17–25 | 17–25 | 25–22 | 25–15 | 13–15 | 97–102 |        |
| 11 juni | 17:30 | UPS   | Sydkorea U20  | 3–0      | Indien U20    | 25–17 | 25–14 | 25–21 |       |       | 75–52  |        |
| 11 juni | 17:30 | BNG   | Taiwan U20    | 3–0      | Kazakstan U20 | 25–16 | 25–17 | 25–23 |       |       | 75–56  |        |
| 12 juni | 17:30 | UPS   | Sydkorea U20  | 3–2      | Kazakstan U20 | 23–25 | 17–25 | 25–20 | 25–14 | 15–6  | 105–90 |        |
| 12 juni | 17:30 | BNG   | Taiwan U20    | 3–0      | Indien U20    | 25–17 | 25–21 | 25–13 |       |       | 75–51  |        |

### Grupp C
| Pos | Lag            | M | V | F | P | SV | SF | SK    | BV  | BF  | BK    | Kvalificering  |
| --- | -------------- | - | - | - | - | -- | -- | ----- | --- | --- | ----- | -------------- |
| 1   | Iran U20       | 3 | 2 | 1 | 7 | 8  | 4  | 2,000 | 275 | 210 | 1,310 | Åttondelsfinal |
| 2   | Australien U20 | 3 | 2 | 1 | 6 | 8  | 6  | 1,333 | 289 | 287 | 1,007 | Åttondelsfinal |
| 3   | Hongkong U20   | 3 | 2 | 1 | 5 | 7  | 5  | 1,400 | 255 | 236 | 1,081 | Åttondelsfinal |
| 4   | Macao U20      | 3 | 0 | 3 | 0 | 1  | 6  | 0,167 | 157 | 243 | 0,646 | Åttondelsfinal |

| Datum   | Tid   | Arena |                | Resultat |                | Set 1 | Set 2 | Set 3 | Set 4 | Set 5 | Totalt  | Report |
| ------- | ----- | ----- | -------------- | -------- | -------------- | ----- | ----- | ----- | ----- | ----- | ------- | ------ |
| 10 juni | 12:30 | UPS   | Australien U20 | 3–1      | Macao U20      | 25–19 | 18–25 | 25–18 | 25–13 |       | 93–75   |        |
| 10 juni | 12:30 | BNG   | Iran U20       | 3–1      | Hongkong U20   | 19–25 | 25–13 | 25–18 | 25–18 |       | 94–74   |        |
| 11 juni | 12:30 | UPS   | Macao U20      | 0–3      | Hongkong U20   | 14–25 | 14–25 | 13–25 |       |       | 41–75   |        |
| 11 juni | 12:30 | BNG   | Iran U20       | 2–3      | Australien U20 | 25–15 | 25–15 | 23–25 | 21–25 | 12–15 | 106–95  |        |
| 12 juni | 12:30 | UPS   | Australien U20 | 2–3      | Hongkong U20   | 25–17 | 25–27 | 25–22 | 18–25 | 8–15  | 101–106 |        |
| 12 juni | 12:30 | BNG   | Iran U20       | 3–0      | Macao U20      | 25–11 | 25–18 | 25–12 |       |       | 75–41   |        |

### Grupp D
| Pos | Lag             | M | V | F | P | SV | SF | SK    | BV  | BF  | BK    | Kvalificering  |
| --- | --------------- | - | - | - | - | -- | -- | ----- | --- | --- | ----- | -------------- |
| 1   | Nya Zeeland U20 | 2 | 2 | 0 | 5 | 6  | 3  | 2,000 | 200 | 193 | 1,036 | Åttondelsfinal |
| 2   | Malaysia U20    | 2 | 1 | 1 | 4 | 5  | 3  | 1,667 | 183 | 164 | 1,116 | Åttondelsfinal |
| 3   | Sri Lanka U20   | 2 | 0 | 2 | 0 | 1  | 6  | 0,167 | 147 | 173 | 0,850 | Åttondelsfinal |
| 4   | Uzbekistan U20  | 0 | 0 | 0 | 0 | 0  | 0  | —     | 0   | 0   | —     | Drog sig ur    |

| Datum   | Tid   | Arena |                 | Resultat |               | Set 1 | Set 2 | Set 3 | Set 4 | Set 5 | Totalt  | Report |
| ------- | ----- | ----- | --------------- | -------- | ------------- | ----- | ----- | ----- | ----- | ----- | ------- | ------ |
| 10 juni | 15:00 | UPS   | Nya Zeeland U20 | 3–2      | Malaysia U20  | 16–25 | 20–25 | 25–22 | 25–22 | 16–14 | 102–108 |        |
| 11 juni | 15:00 | UPS   | Nya Zeeland U20 | 3–1      | Sri Lanka U20 | 25–19 | 23–25 | 25–21 | 25–20 |       | 98–85   |        |
| 12 juni | 15:00 | UPS   | Sri Lanka U20   | 0–3      | Malaysia U20  | 16–25 | 23–25 | 23–25 |       |       | 62–75   |        |

## Huvudrundan[3]

### Slutspel
|  | Åttondelsfinal  | Åttondelsfinal |              |   | Kvartsfinaler | Kvartsfinaler |         |         | Semifinaler | Semifinaler |  |  | Final | Final |
|  |                 |                |              |   |               |               |         |         |             |             |  |  |       |       |
|  |                 |                |              |   |               |               |         |         |             |             |  |  |       |       |
|  |                 |                |              |   |               |               |         |         |             |             |  |  |       |       |
|  |                 |                |              |   |               |               |         |         |             |             |  |  |       |       |
|  | 15 juni         |                |              |   |               |               |         |         |             |             |  |  |       |       |
|  |                 |                |              |   |               |               |         |         |             |             |  |  |       |       |
|  | Japan U20       | 3              |              |   |               |               |         |         |             |             |  |  |       |       |
|  | Japan U20       | 3              | 14 juni      |   |               |               |         |         |             |             |  |  |       |       |
|  |                 |                | Iran U20     | 0 |               |               |         |         |             |             |  |  |       |       |
|  | Indien U20      | 0              | Iran U20     | 0 |               |               |         |         |             |             |  |  |       |       |
|  | Indien U20      | 0              | 16 juni      |   |               |               |         |         |             |             |  |  |       |       |
|  | Iran U20        | 3              |              |   |               |               |         |         |             |             |  |  |       |       |
|  | Iran U20        | 3              | Japan U20    | 3 |               |               |         |         |             |             |  |  |       |       |
|  | 14 juni         |                | Japan U20    | 3 |               |               |         |         |             |             |  |  |       |       |
|  |                 | Taiwan U20     | 0            |   |               |               |         |         |             |             |  |  |       |       |
|  | Vietnam U20     | Taiwan U20     | 0            | 3 |               |               |         |         |             |             |  |  |       |       |
|  | Vietnam U20     | 15 juni        |              | 3 |               |               |         |         |             |             |  |  |       |       |
|  | Nya Zeeland U20 | 0              |              |   |               |               |         |         |             |             |  |  |       |       |
|  | Nya Zeeland U20 | 0              | Vietnam U20  | 1 |               |               |         |         |             |             |  |  |       |       |
|  | 14 juni         |                | Vietnam U20  | 1 |               |               |         |         |             |             |  |  |       |       |
|  |                 | Taiwan U20     | 3            |   |               |               |         |         |             |             |  |  |       |       |
|  | Taiwan U20      | Taiwan U20     | 3            | 3 |               |               |         |         |             |             |  |  |       |       |
|  | Taiwan U20      |                | 17 juni      | 3 |               |               |         |         |             |             |  |  |       |       |
|  | Macao U20       | 0              |              |   |               |               |         |         |             |             |  |  |       |       |
|  | Macao U20       | 0              | Japan U20    | 3 |               |               |         |         |             |             |  |  |       |       |
|  | 14 juni         |                | Japan U20    | 3 |               |               |         |         |             |             |  |  |       |       |
|  |                 | Kina U20       | 0            |   |               |               |         |         |             |             |  |  |       |       |
|  | Thailand U20    | Kina U20       | 0            | 3 |               |               |         |         |             |             |  |  |       |       |
|  | Thailand U20    | 15 juni        |              | 3 |               |               |         |         |             |             |  |  |       |       |
|  | Sri Lanka U20   | 0              |              |   |               |               |         |         |             |             |  |  |       |       |
|  | Sri Lanka U20   | 0              | Thailand U20 | 3 |               |               |         |         |             |             |  |  |       |       |
|  | 14 juni         |                | Thailand U20 | 3 |               |               |         |         |             |             |  |  |       |       |
|  |                 | Kazakstan U20  | 0            |   |               |               |         |         |             |             |  |  |       |       |
|  | Kazakstan U20   | Kazakstan U20  | 0            | 3 |               |               |         |         |             |             |  |  |       |       |
|  | Kazakstan U20   |                | 16 juni      | 3 |               |               |         |         |             |             |  |  |       |       |
|  | Australien U20  | 1              |              |   |               |               |         |         |             |             |  |  |       |       |
|  | Australien U20  | 1              | Thailand U20 | 2 |               |               |         |         |             |             |  |  |       |       |
|  | 14 juni         |                | Thailand U20 | 2 |               |               |         |         |             |             |  |  |       |       |
|  |                 | Kina U20       | 3            |   | Bronsmatch    | Bronsmatch    |         |         |             |             |  |  |       |       |
|  | Kina U20        | Kina U20       | 3            | 3 | Bronsmatch    | Bronsmatch    |         |         |             |             |  |  |       |       |
|  | Kina U20        | 15 juni        | 15 juni      | 3 |               |               | 17 juni | 17 juni |             |             |  |  |       |       |
|  | Malaysia U20    | 15 juni        | 15 juni      | 0 |               |               | 17 juni | 17 juni |             |             |  |  |       |       |
|  | Malaysia U20    | Kina U20       | 3            | 0 | Thailand U20  | 3             |         |         |             |             |  |  |       |       |
|  | 14 juni         | Kina U20       | 3            |   | Thailand U20  | 3             |         |         |             |             |  |  |       |       |
|  |                 | Sydkorea U20   | 0            |   | Taiwan U20    | 1             |         |         |             |             |  |  |       |       |
|  | Sydkorea U20    | Sydkorea U20   | 0            | 3 | Taiwan U20    | 1             |         |         |             |             |  |  |       |       |
|  | Sydkorea U20    |                |              | 3 |               |               |         |         |             |             |  |  |       |       |
|  | Hongkong U20    | 0              |              |   |               |               |         |         |             |             |  |  |       |       |
|  | Hongkong U20    | 0              |              |   |               |               |         |         |             |             |  |  |       |       |

#### Åttondelsfinal
| Datum   | Tid   | Arena |               | Resultat |                 | Set 1 | Set 2 | Set 3 | Set 4 | Set 5 | Totalt | Report |
| ------- | ----- | ----- | ------------- | -------- | --------------- | ----- | ----- | ----- | ----- | ----- | ------ | ------ |
| 14 juni | 12:30 | UPS   | Kazakstan U20 | 3–1      | Australien U20  | 25–21 | 25–18 | 20–25 | 25–16 |       | 95–80  |        |
| 14 juni | 12:30 | BNG   | Kina U20      | 3–0      | Malaysia U20    | 25–7  | 25–16 | 25–13 |       |       | 75–36  |        |
| 14 juni | 15:00 | UPS   | Sydkorea U20  | 3–0      | Hongkong U20    | 25–15 | 25–11 | 25–10 |       |       | 75–36  |        |
| 14 juni | 15:00 | BNG   | Thailand U20  | 3–0      | Sri Lanka U20   | 25–14 | 25–4  | 25–9  |       |       | 75–27  |        |
| 14 juni | 17:30 | UPS   | Indien U20    | 0–3      | Iran U20        | 17–25 | 19–25 | 12–25 |       |       | 48–75  |        |
| 14 juni | 17:30 | BNG   | Taiwan U20    | 3–0      | Macao U20       | 25–11 | 25–12 | 25–12 |       |       | 75–35  |        |
| 14 juni | 20:00 | BNG   | Vietnam U20   | 3–0      | Nya Zeeland U20 | 25–22 | 25–21 | 25–23 |       |       | 75–66  |        |

#### Kvartsfinaler
| Datum   | Tid   | Arena |              | Resultat |               | Set 1 | Set 2 | Set 3 | Set 4 | Set 5 | Totalt | Report |
| ------- | ----- | ----- | ------------ | -------- | ------------- | ----- | ----- | ----- | ----- | ----- | ------ | ------ |
| 15 juni | 15:00 | BNG   | Thailand U20 | 3–0      | Kazakstan U20 | 27–25 | 25–16 | 25–13 |       |       | 77–54  |        |
| 15 juni | 17:30 | BNG   | Kina U20     | 3–0      | Sydkorea U20  | 25–16 | 25–22 | 25–22 |       |       | 75–60  |        |
| 15 juni | 20:00 | UPS   | Vietnam U20  | 1–3      | Taiwan U20    | 22–25 | 25–21 | 27–29 | 20–25 |       | 94–100 |        |
| 15 juni | 20:00 | BNG   | Japan U20    | 3–0      | Iran U20      | 25–14 | 25–15 | 25–6  |       |       | 75–35  |        |

#### Semifinaler
| Datum   | Tid   | Arena |           | Resultat |              | Set 1 | Set 2 | Set 3 | Set 4 | Set 5 | Totalt | Report |
| ------- | ----- | ----- | --------- | -------- | ------------ | ----- | ----- | ----- | ----- | ----- | ------ | ------ |
| 16 juni | 17:30 | BNG   | Kina U20  | 3–2      | Thailand U20 | 25–16 | 25–19 | 12–25 | 17–25 | 15–7  | 94–92  |        |
| 16 juni | 20:00 | BNG   | Japan U20 | 3–0      | Taiwan U20   | 25–10 | 25–14 | 25–19 |       |       | 75–43  |        |

#### Match om tredjepris
| Datum   | Tid   | Arena |              | Resultat |            | Set 1 | Set 2 | Set 3 | Set 4 | Set 5 | Totalt | Report |
| ------- | ----- | ----- | ------------ | -------- | ---------- | ----- | ----- | ----- | ----- | ----- | ------ | ------ |
| 17 juni | 17:30 | BNG   | Thailand U20 | 3–1      | Taiwan U20 | 25–22 | 26–24 | 17–25 | 25–23 |       | 93–94  |        |

#### Final
| Datum   | Tid   | Arena |          | Resultat |           | Set 1 | Set 2 | Set 3 | Set 4 | Set 5 | Totalt | Report |
| ------- | ----- | ----- | -------- | -------- | --------- | ----- | ----- | ----- | ----- | ----- | ------ | ------ |
| 17 juni | 20:30 | BNG   | Kina U20 | 0–3      | Japan U20 | 20–25 | 14–25 | 20–25 |       |       | 54–75  |        |

### Spel om plats 5-8
|  | Matcher om plats 5-8 | Matcher om plats 5-8 |                      |   | Match om femteplats | Match om femteplats |
|  |                      |                      |                      |   |                     |                     |
|  | 16 juni              |                      |                      |   |                     |                     |
|  |                      |                      |                      |   |                     |                     |
|  | Iran U20             | 2                    |                      |   |                     |                     |
|  | Iran U20             | 2                    | 17 juni              |   |                     |                     |
|  | Vietnam U20          | 3                    |                      |   |                     |                     |
|  | Vietnam U20          | 3                    | Vietnam U20          | 0 |                     |                     |
|  | 16 juni              |                      | Vietnam U20          | 0 |                     |                     |
|  |                      | Sydkorea U20         | 3                    |   |                     |                     |
|  | Kazakstan U20        | Sydkorea U20         | 3                    | 1 |                     |                     |
|  | Kazakstan U20        |                      |                      | 1 |                     |                     |
|  | Sydkorea U20         | 3                    |                      |   |                     |                     |
|  | Sydkorea U20         | 3                    | Match om sjundeplats |   |                     |                     |
|  |                      |                      |                      |   |                     |                     |
|  | 17 juni              |                      |                      |   |                     |                     |
|  |                      |                      |                      |   |                     |                     |
|  | Iran U20             | 1                    |                      |   |                     |                     |
|  | Iran U20             | 1                    |                      |   |                     |                     |
|  | Kazakstan U20        | 3                    |                      |   |                     |                     |

#### Matcher om plats 5-8
| Datum   | Tid   | Arena |              | Resultat |               | Set 1 | Set 2 | Set 3 | Set 4 | Set 5 | Totalt | Report |
| ------- | ----- | ----- | ------------ | -------- | ------------- | ----- | ----- | ----- | ----- | ----- | ------ | ------ |
| 16 juni | 12:30 | BNG   | Sydkorea U20 | 3–1      | Kazakstan U20 | 24–26 | 25–19 | 25–13 | 25–15 |       | 99–73  |        |
| 16 juni | 15:00 | BNG   | Vietnam U20  | 3–2      | Iran U20      | 19–25 | 25–14 | 25–18 | 18–25 | 15–13 | 102–95 |        |

#### Match om sjundeplats
| Datum   | Tid   | Arena |               | Resultat |          | Set 1 | Set 2 | Set 3 | Set 4 | Set 5 | Totalt | Report |
| ------- | ----- | ----- | ------------- | -------- | -------- | ----- | ----- | ----- | ----- | ----- | ------ | ------ |
| 17 juni | 20:00 | UPS   | Kazakstan U20 | 3–1      | Iran U20 | 25–15 | 22–25 | 25–23 | 25–12 |       | 97–75  |        |

#### Match om femteplats
| Datum   | Tid   | Arena |             | Resultat |              | Set 1 | Set 2 | Set 3 | Set 4 | Set 5 | Totalt | Report |
| ------- | ----- | ----- | ----------- | -------- | ------------ | ----- | ----- | ----- | ----- | ----- | ------ | ------ |
| 17 juni | 15:00 | BNG   | Vietnam U20 | 0–3      | Sydkorea U20 | 17–25 | 16–25 | 23–25 |       |       | 56–75  |        |

### Spel om plats 9-15

#### Spelschema
|  | Matcher om plats 9-15 | Matcher om plats 9-15 |                 |   | Matcher om plats 9-12 | Matcher om plats 9-12 |  |  | Match om niondeplats | Match om niondeplats |
|  |                       |                       |                 |   |                       |                       |  |  |                      |                      |
|  |                       |                       |                 |   |                       |                       |  |  |                      |                      |
|  |                       |                       |                 |   |                       |                       |  |  |                      |                      |
|  |                       |                       |                 |   |                       |                       |  |  |                      |                      |
|  | 16 juni               |                       |                 |   |                       |                       |  |  |                      |                      |
|  |                       |                       |                 |   |                       |                       |  |  |                      |                      |
|  | Indien U20            | 2                     |                 |   |                       |                       |  |  |                      |                      |
|  | Indien U20            | 2                     | 15 juni         |   |                       |                       |  |  |                      |                      |
|  |                       |                       | Nya Zeeland U20 | 3 |                       |                       |  |  |                      |                      |
|  | Nya Zeeland U20       | 3                     | Nya Zeeland U20 | 3 |                       |                       |  |  |                      |                      |
|  | Nya Zeeland U20       | 3                     | 17 juni         |   |                       |                       |  |  |                      |                      |
|  | Macao U20             | 0                     |                 |   |                       |                       |  |  |                      |                      |
|  | Macao U20             | 0                     | Nya Zeeland U20 | 3 |                       |                       |  |  |                      |                      |
|  | 15 juni               |                       | Nya Zeeland U20 | 3 |                       |                       |  |  |                      |                      |
|  |                       | Australien U20        | 0               |   |                       |                       |  |  |                      |                      |
|  | Sri Lanka U20         | Australien U20        | 0               | 0 |                       |                       |  |  |                      |                      |
|  | Sri Lanka U20         | 16 juni               |                 | 0 |                       |                       |  |  |                      |                      |
|  | Australien U20        | 3                     |                 |   |                       |                       |  |  |                      |                      |
|  | Australien U20        | 3                     | Australien U20  | 3 |                       |                       |  |  |                      |                      |
|  | 15 juni               |                       | Australien U20  | 3 |                       |                       |  |  |                      |                      |
|  |                       | Hongkong U20          | 2               |   | Match om elfteplats   | Match om elfteplats   |  |  |                      |                      |
|  | Malaysia U20          | Hongkong U20          | 2               | 0 | Match om elfteplats   | Match om elfteplats   |  |  |                      |                      |
|  | Malaysia U20          |                       | 17 juni         | 0 |                       |                       |  |  |                      |                      |
|  | Hongkong U20          | 3                     |                 |   |                       |                       |  |  |                      |                      |
|  | Hongkong U20          | 3                     | Indien U20      | 3 |                       |                       |  |  |                      |                      |
|  |                       |                       |                 |   |                       |                       |  |  |                      |                      |
|  | Hongkong U20          | 2                     |                 |   |                       |                       |  |  |                      |                      |
|  | Hongkong U20          | 2                     |                 |   |                       |                       |  |  |                      |                      |

#### Matcher om plats 9-15
| Datum   | Tid   | Arena |                | Resultat |                 | Set 1 | Set 2 | Set 3 | Set 4 | Set 5 | Totalt | Report |
| ------- | ----- | ----- | -------------- | -------- | --------------- | ----- | ----- | ----- | ----- | ----- | ------ | ------ |
| 15 juni | 12:30 | UPS   | Australien U20 | 3–0      | Sri Lanka U20   | 25–11 | 25–12 | 25–18 |       |       | 75–41  |        |
| 15 juni | 15:00 | UPS   | Macao U20      | 0–3      | Nya Zeeland U20 | 15–25 | 15–25 | 21–25 |       |       | 51–75  |        |
| 15 juni | 17:30 | UPS   | Hongkong U20   | 3–0      | Malaysia U20    | 25–16 | 25–20 | 25–21 |       |       | 75–57  |        |

#### Matcher om plats 9-12
| Datum   | Tid   | Arena |                | Resultat |                 | Set 1 | Set 2 | Set 3 | Set 4 | Set 5 | Totalt  | Report |
| ------- | ----- | ----- | -------------- | -------- | --------------- | ----- | ----- | ----- | ----- | ----- | ------- | ------ |
| 16 juni | 17:30 | UPS   | Indien U20     | 2–3      | Nya Zeeland U20 | 25–17 | 24–26 | 25–22 | 28–30 | 12–15 | 114–110 |        |
| 16 juni | 20:00 | UPS   | Australien U20 | 3–2      | Hongkong U20    | 22–25 | 23–25 | 25–16 | 25–18 | 15–13 | 110–97  |        |

#### Match om elfteplats
| Datum   | Tid   | Arena |            | Resultat |              | Set 1 | Set 2 | Set 3 | Set 4 | Set 5 | Totalt | Report |
| ------- | ----- | ----- | ---------- | -------- | ------------ | ----- | ----- | ----- | ----- | ----- | ------ | ------ |
| 17 juni | 15:00 | UPS   | Indien U20 | 3–2      | Hongkong U20 | 16–25 | 22–25 | 25–19 | 25–17 | 15–6  | 103–92 |        |

#### Match om niondeplats
| Datum   | Tid   | Arena |                 | Resultat |                | Set 1 | Set 2 | Set 3 | Set 4 | Set 5 | Totalt | Report |
| ------- | ----- | ----- | --------------- | -------- | -------------- | ----- | ----- | ----- | ----- | ----- | ------ | ------ |
| 17 juni | 17:30 | UPS   | Nya Zeeland U20 | 3–0      | Australien U20 | 25–15 | 25–18 | 25–19 |       |       | 75–52  |        |

#### Matcher om plats 13-15
|  | Matcher om plats 13-15 | Matcher om plats 13-15 |              |   | Match om trettonde plats | Match om trettonde plats |
|  |                        |                        |              |   |                          |                          |
|  |                        |                        |              |   |                          |                          |
|  |                        |                        |              |   |                          |                          |
|  |                        |                        |              |   |                          |                          |
|  | 17 juni                |                        |              |   |                          |                          |
|  |                        |                        |              |   |                          |                          |
|  | Macao U20              | 0                      |              |   |                          |                          |
|  | Macao U20              | 0                      | 16 juni      |   |                          |                          |
|  |                        |                        | Malaysia U20 | 3 |                          |                          |
|  | Sri Lanka U20          | 0                      | Malaysia U20 | 3 |                          |                          |
|  | Sri Lanka U20          | 0                      |              |   |                          |                          |
|  | Malaysia U20           | 3                      |              |   |                          |                          |
|  | Malaysia U20           | 3                      |              |   |                          |                          |

#### Matcher om plats 13-15 – detaljer
| Datum   | Tid   | Arena |               | Resultat |              | Set 1 | Set 2 | Set 3 | Set 4 | Set 5 | Totalt | Report |
| ------- | ----- | ----- | ------------- | -------- | ------------ | ----- | ----- | ----- | ----- | ----- | ------ | ------ |
| 16 juni | 15:00 | UPS   | Sri Lanka U20 | 0–3      | Malaysia U20 | 18–25 | 9–25  | 22–25 |       |       | 49–75  |        |

#### Match om trettonde plats
| Datum   | Tid   | Arena |           | Resultat |              | Set 1 | Set 2 | Set 3 | Set 4 | Set 5 | Totalt | Report |
| ------- | ----- | ----- | --------- | -------- | ------------ | ----- | ----- | ----- | ----- | ----- | ------ | ------ |
| 17 juni | 12:30 | UPS   | Macao U20 | 0–3      | Malaysia U20 | 21–25 | 24–26 | 11–25 |       |       | 56–76  |        |

## Slutplaceringar[3]
| Pos | Lag             | Kvalificerat för             |
| --- | --------------- | ---------------------------- |
| 1   | Japan U20       | Kvalificerat för U20-VM 2019 |
| 2   | Kina U20        | Kvalificerat för U20-VM 2019 |
| 3   | Thailand U20    |                              |
| 4   | Taiwan U20      |                              |
| 5   | Sydkorea U20    |                              |
| 6   | Vietnam U20     |                              |
| 7   | Kazakstan U20   |                              |
| 8   | Iran U20        |                              |
| 9   | Nya Zeeland U20 |                              |
| 10  | Australien U20  |                              |
| 11  | Indien U20      |                              |
| 12  | Hongkong U20    |                              |
| 13  | Malaysia U20    |                              |
| 14  | Macao U20       |                              |
| 15  | Sri Lanka U20   |                              |

| Asiatiska U20-mästerskapen i volleyboll för damer 2022 |
| ------------------------------------------------------ |
| Japan Sjätte titeln                                    |

## Utmärkelser[3]
- Mest värdefulla spelare

 Kanon Sonoda
- Bästa vänsterspikrar

 Thanacha Sooksod
 Ayumi Yoshida
- Bästa passare

 Kanon Sonoda
- Bästa högerspiker

 Xu Luyao
- Bästa centrar

 Wen Yi-chin
 Jiao Dian
- Bästa libero

 Sayaka Daikuzono